# Nord-Trøndelag fylke

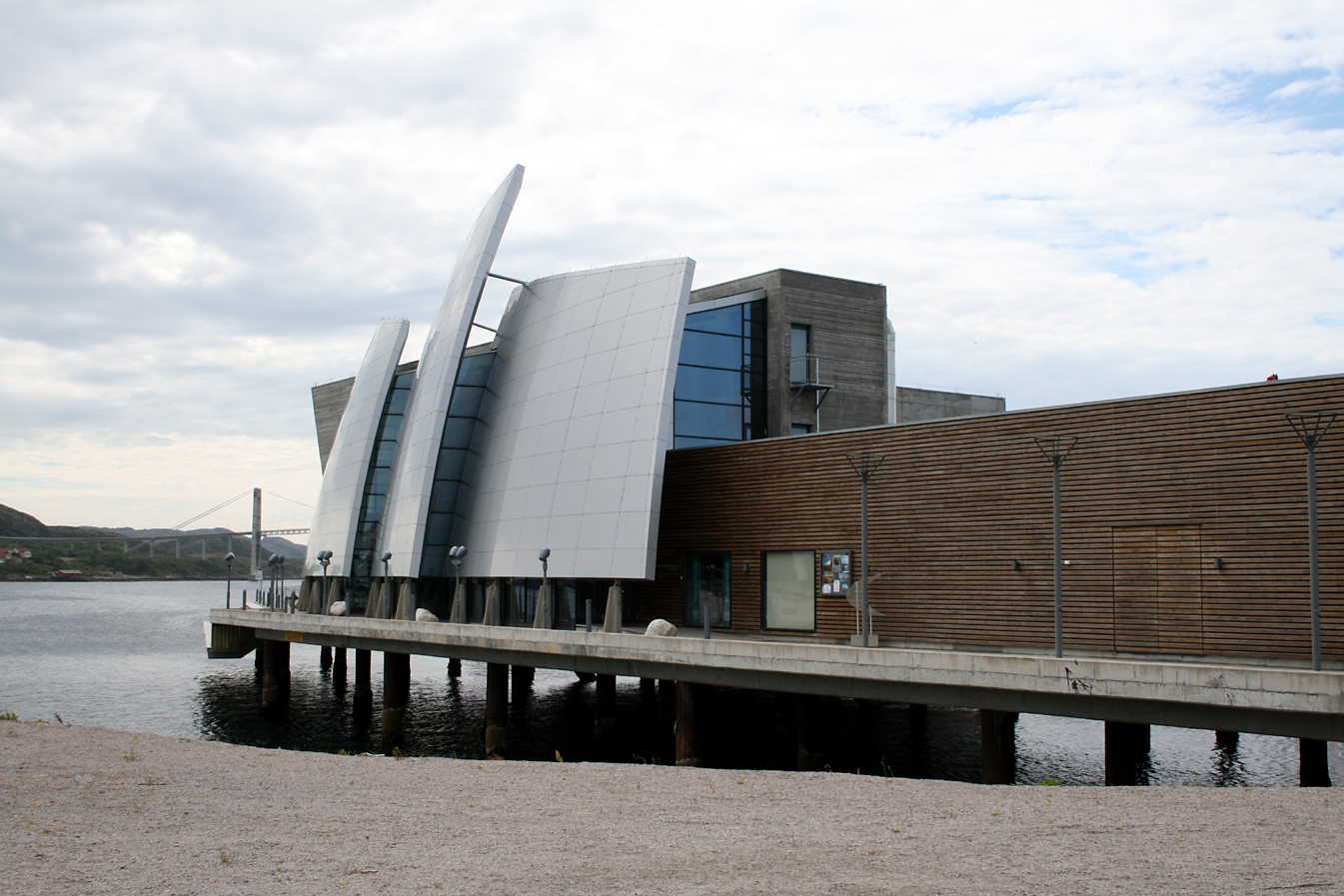
Kystkultursenteret Norveg, Rørvik, Vikna kommun

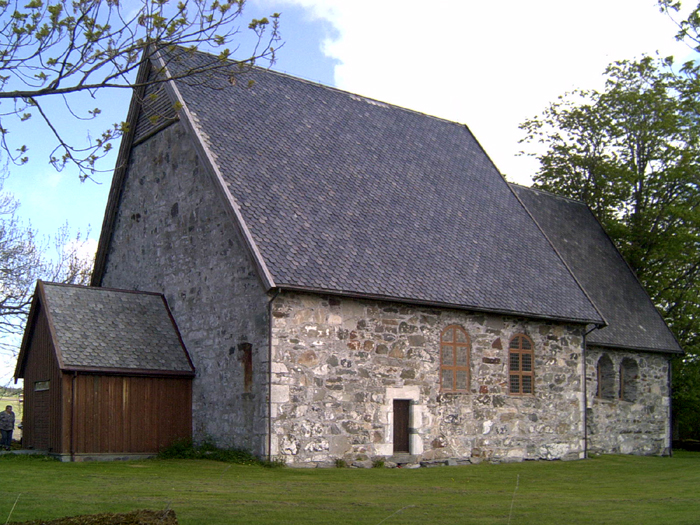
Logtun kyrka, Frosta kommun

Nord-Trøndelag fylke var ett tidigare fylke (län) i Norge som gränsade till Norska havet, Nordland fylke och dåvarande Sør-Trøndelag fylke samt Jämtlands län i Sverige. Före 1 januari 1919 hette området Nordre Trondhjems amt. Gamla Trondhjems amt bildades 1662 och delades den 24 september 1804.  Residensstad var Steinkjer.
Den 1 januari 2018 slogs fylket samman med Sør-Trøndelag fylke för att tillsammans bilda Trøndelag fylke.
- Area: 22 396 km²
- Befolkning: 130 192 invånare (2008.1.7)

## Kultur
Kystkultursenteret Norveg i Rørvik i Vikna kommun var Nord-Trøndelags tusenårssted.

## Kommuner i Nord-Trøndelag fylke
- Flatangers kommun
- Fosnes kommun
- Frosta kommun
- Grongs kommun
- Høylandets kommun
- Inderøy kommun
- Leka kommun
- Leksviks kommun
- Levangers kommun
- Lierne kommun
- Meråkers kommun
- Namdalseids kommun
- Namsos kommun
- Namsskogans kommun
- Nærøy kommun
- Overhalla kommun
- Røyrviks kommun
- Snåsa kommun
- Steinkjers kommun
- Stjørdals kommun
- Verdals kommun
- Verrans kommun
- Vikna kommun

## Fylkets tätorter kommunvis
| Flatangers kommun - Lauvsnes Fosnes kommun - Tätorter saknas Frosta kommun - Tätorter saknas Grongs kommun - Grong Høylandets kommun - Høylandet Inderøy kommun - Gangstadhaugen - Hylla - Røra Stasjon - Sakshaug - Småland - Straumen Leka kommun - Tätorter saknas Leksviks kommun - Leksvik - Vanvikan Levangers kommun - Ekne - Levanger - Mule - Skogn - Åsen Lierne kommun - Sandvika Meråkers kommun - Midtbygda Namdalseids kommun - Namdalseid Namsos kommun - Bangsund - Namsos | Namsskogans kommun - Tätorter saknas Nærøy kommun - Kolvereid Overhalla kommun - Ranemsletta - Skage - Svalia Røyrviks kommun - Røyrvik Snåsa kommun - Snåsa Steinkjers kommun - Mære - Sparbu - Steinkjer - Velde Stjørdals kommun - Hegra - Hell - Kvithammer - Prestmoen - Skatval - Stjørdalshalsen Verdals kommun - Forbregd/Lein - Lysthaugen - Trones - Verdalsøra - Vuku Verrans kommun - Follafoss - Malm Vikna kommun - Rørvik |